# 錫內莫雷茨山

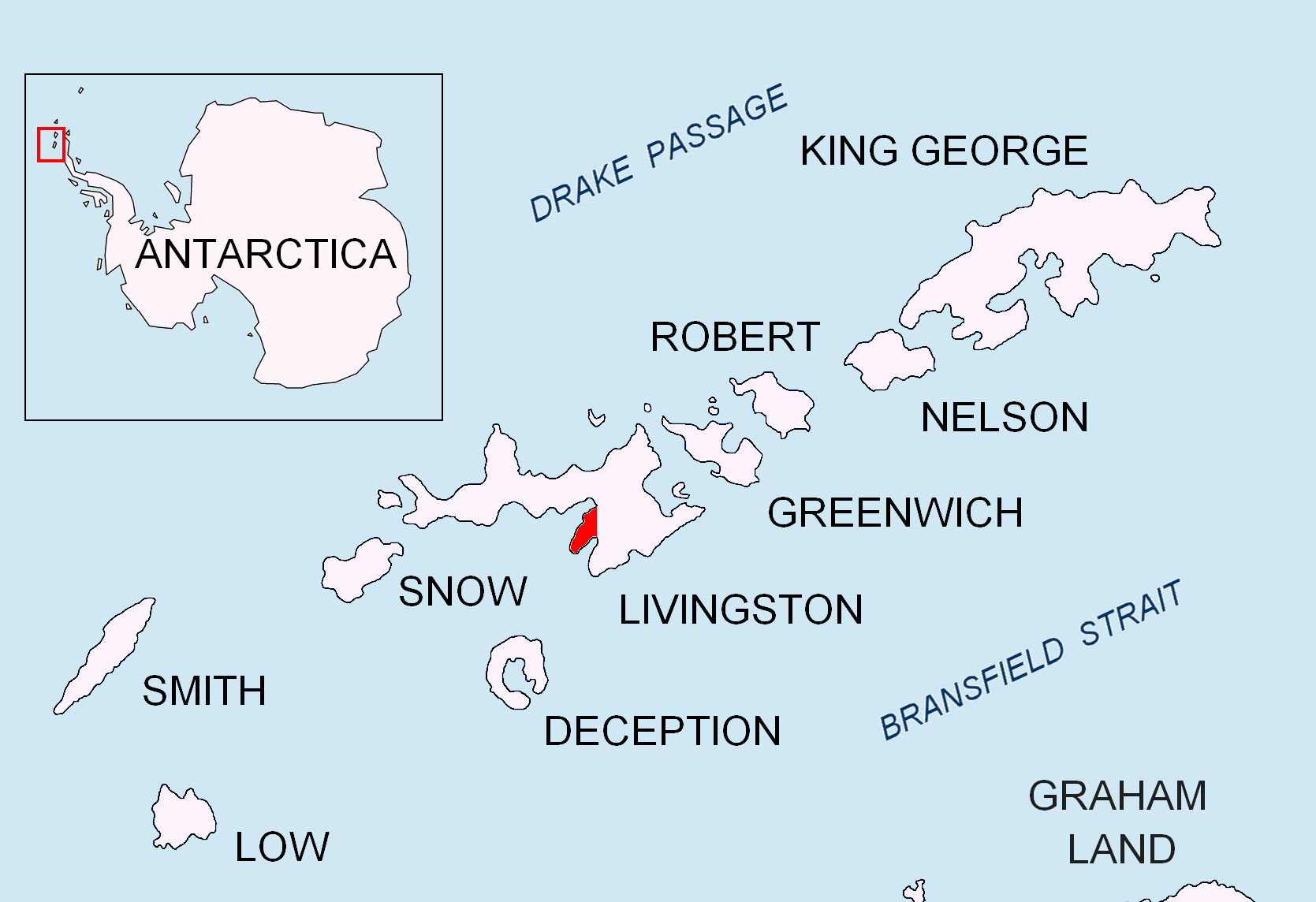

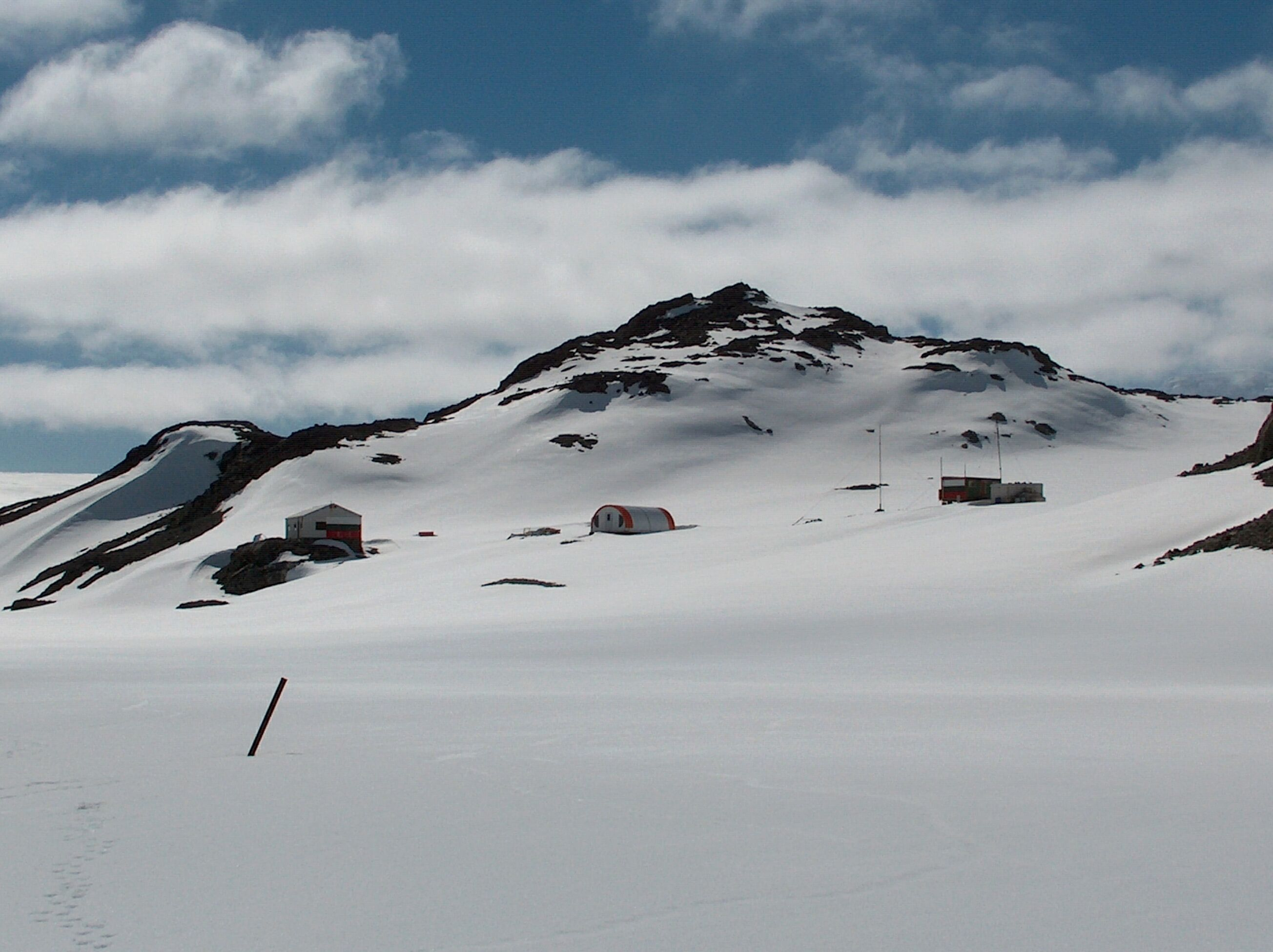

錫內莫雷茨山（英語：Sinemorets Hill）是南極洲的山峰，位於南設得蘭群島的利文斯頓島東部，處於赫斯佩里得斯角東北面0.82公里和大西洋會嶺東北面0.97公里，長0.38公里、寬0.23公里，兩個山峰的海拔高度分別是64米和62米。
62°38′25″S 60°21′42″W / 62.64028°S 60.36167°W

## 外部連結
- SCAR Composite Antarctic Gazetteer（页面存档备份，存于）.